# Nuevo Carrizal
Nuevo Carrizal är en ort i Mexiko.   Den ligger i kommunen Pantepec och delstaten Puebla, i den sydöstra delen av landet, 170 km nordost om huvudstaden Mexico City. Nuevo Carrizal ligger 214 meter över havet och antalet invånare är 689.
Terrängen runt Nuevo Carrizal är huvudsakligen kuperad. Nuevo Carrizal ligger nere i en dal. Runt Nuevo Carrizal är det ganska tätbefolkat, med 62 invånare per kvadratkilometer. Närmaste större samhälle är Huehuetla, 19,4 km väster om Nuevo Carrizal. Omgivningarna runt Nuevo Carrizal är en mosaik av jordbruksmark och naturlig växtlighet.